# العين (أبين)

تعديل مصدري - تعديل

العين هي إحدى قرى محافظة أبين اليمنية، وتتبع إدارياً مديرية لودر. يبلغ تعداد سكانها 2761 نسمة حسب تعداد اليمن لعام 2004.